# Llanfihangel Aberbythych
Pour les articles homonymes, voir Llanfihangel.
Llanfihangel Aberbythych est une communauté du Carmarthenshire, au pays de Galles.
Elle comprend les villages de Carmel (en) et Maesybont (en). Au recensement de 2011, elle comptait 1 344 habitants.